# إيالة طرابلس الشام
إيالة طرابلس الشام إيالة عثمانية كانت تضم منطقة وسط الساحل السوري وصولاً إلى سلمية شرقًا. كانت تحدها إيالة حلب من الشمال وإيالة دمشق من الجنوب وإيالة الرقة من الشمال الشرقي. ما بين 1700 و1740 شملت الإيالة إضافة إلى سنجق طرابلس الشام أربعة سناجق أخرى هي حماة وحمص وسلمية وجبلة.
بلغت مساحتها في القرن التاسع عشر حوالي 4220 كم2.